# Aeroportul Butaritari Atoll
Aeroportul Butaritari Atoll (IATA: BBG, ICAO: NGTU) este un aeroport din Butaritari⁠(d), Gilbert Islands⁠(d), Kiribati.
Situat la o altitudine de 2 m, aeroportul dispune de o singură pistă.